# Venus (Roumanie)
Pour les articles homonymes, voir Vénus.
Vénus est une station balnéaire de Roumanie, située sur la mer Noire, à environ 3 km au nord de Mangalia.
La station est située sur un promontoire de forme presque parfaitement ronde, autour du lac artificiel Venus.
Les hôtels de la station portent des noms féminins.
L'accès au station en venant de Constanța se fait sur la route nationale 39 (E 87) sur laquelle, au niveau du kilomètre 33,7, une bifurcation s'oriente vers les stations Olimp, Neptun et Aurora. Sur cette même route (DN 39) une liaison directe avec la station est faite au kilomètre 37.
La gare la plus proche est Mangalia.
La plage s'éteint sur environ 1,5 km, aux dépens de deux baies : le golf de l'Esplanade, zone d'interférence avec la plage de la station Aurora, où la falaise haute empêche la vue de Venus et, vers le sud, la pente douce du promontoire qui facilite l'extension d'une large plage vers Saturn.
La station est ouverte au circuit touristique à l'été 1969, moment ou sont inaugurés les hôtels Florica, Veronica, Doina, Sanda, Iris, Zamfira, Corina ainsi que les restaurants Orion, Gambrinus et Esplanade. L'année suivante voit l'apparition des hôtels Adriana, Brândușa, Claudia, Egreta, Nina, Rodica et des restaurants Palas, Aladin, Calypso, Brateș, Razelm. En 1971, la station définit ses contours par la construction des hôtels-restaurants Silvia, Carmen, Felicia, Lidia situés sur la cote du promontoire et des hôtels-tour du centre de la station: Pajura, Vulturul et Cocorul. En 1972, trois unités hôtelières situées plus au nord de la station sont inaugurées : Nora, Melodia et Favorit. En 1973 les bains mézothermaux sont mis en service, utilisant la boue thérapeutique à base de tourbe, caractéristique de la zone.